# Lista țărilor producătoare de scorțișoară
Lista țărilor producătoare de scorțișoară clasifică țările lumii în funcție de producția de scorțișoară (în mii de tone), de productivitate (în kg/ha) și de suprafața cultivată (în mii de hectare) în anul 2023 și oferă date comparative pentru perioada 2013-2023. Datele provin din baza de date FAOSTAT a Organizației pentru Alimentație și Agricultură a Națiunilor Unite (Food and Agriculture Organization of the United Nations - FAO). 
Producția anuală de scorțișoară la nivel global în anul 2022 a fost de 237.264,68 tone, cu 2.28% mai puțin decât în anul 2021, când s-a înregistrat o cantitate totală de 242.804,29 tone. China a fost cel mai mare producător la nivel mondial, producția sa reprezentând peste o treime (38.02%) din totalul producției globale. 
În 2023, producția globală a fost de 238.403,15 tone, cu 0,48% mai mult decât în anul precedent. Cel mai mare producător la nivel mondial a rămas China, producția sa reprezentând 38,54% din totalul producției globale.
Suprafața ocupată la nivel global de plantațiile de scorțișori în anul 2022 a fost de 359.368 hectare, cu 3.71% mai puțin decât în anul 2021, când suprafața cultivată totală a fost de 373.201 hectare. Vietnam a fost lider mondial, suprafața sa cultivată, de 183.544 hectare, reprezentând peste jumătate (51,07%) din totalul la nivel global.
În 2023, suprafața ocupată la nivel global a fost de 355.668 hectare, cu 1,03% mai puțin decât în anul precedent. Cea mai mare suprafață recoltată la nivel mondial a fost cea cultivată în Vietnam, reprezentând 51,43% din totalul global.

## Lista țărilor în funcție de producția de scorțișoară
| Țară                                                                    | Producție anuală (mii de tone) | Producție anuală (mii de tone) | Producție anuală (mii de tone) | Producție anuală (mii de tone) | Producție anuală (mii de tone) | Producție anuală (mii de tone) | Producție anuală (mii de tone) | Producție anuală (mii de tone) | Producție anuală (mii de tone) | Producție anuală (mii de tone) | Producție anuală (mii de tone) | Medie 2014-2023 | Creștere 2014-2023 |
| Țară                                                                    | 2023                           | 2022                           | 2021                           | 2020                           | 2019                           | 2018                           | 2017                           | 2016                           | 2015                           | 2014                           | 2013                           | Medie 2014-2023 | Creștere 2014-2023 |
|                                                                         |                                |                                |                                |                                |                                |                                |                                |                                |                                |                                |                                |                 |                    |
| ----------------------------------------------------------------------- | ------------------------------ | ------------------------------ | ------------------------------ | ------------------------------ | ------------------------------ | ------------------------------ | ------------------------------ | ------------------------------ | ------------------------------ | ------------------------------ | ------------------------------ | --------------- | ------------------ |
| GLOBAL                                                                  | 238,40                         | 237,26                         | 242,80                         | 211,31                         | 223,13                         | 222,13                         | 211,50                         | 210,31                         | 213,33                         | 212,95                         | 208,75                         | 222,31          | ▲ 11,95%           |
| China                                                                   | 91,89                          | 90,21                          | 93,29                          | 92,00                          | 80,00                          | 78,59                          | 74,52                          | 71,68                          | 74,50                          | 71,05                          | 69,50                          | 81,77           | ▲ 29,34%           |
| Vietnam                                                                 | 65,34                          | 65,00                          | 70,00                          | 44,00                          | 42,00                          | 39,14                          | 35,41                          | 30,70                          | 32,92                          | 30,50                          | 28,69                          | 45,50           | ▲ 114,25%          |
| Indonezia                                                               | 55,21                          | 54,75                          | 52,26                          | 48,84                          | 72,77                          | 76,92                          | 73,19                          | 80,34                          | 81,85                          | 91,45                          | 92,00                          | 68,76           | ▼ −39,62%          |
| Sri Lanka                                                               | 22,41                          | 23,76                          | 23,73                          | 22,91                          | 24,82                          | 24,02                          | 24,68                          | 24,50                          | 20,47                          | 16,77                          | 15,87                          | 22,81           | ▲ 33,66%           |
| Madagascar                                                              | 3,25                           | 3,25                           | 3,23                           | 3,27                           | 3,25                           | 3,17                           | 3,40                           | 2,80                           | 3,30                           | 2,90                           | 2,40                           | 3,18            | ▲ 12,02%           |
| Timorul de Est                                                          | 0,12                           | 0,12                           | 0,12                           | 0,12                           | 0,11                           | 0,12                           | 0,12                           | 0,11                           | 0,11                           | 0,11                           | 0,11                           | 0,12            | ▲ 14,17%           |
| Grenada                                                                 | 0,08                           | 0,08                           | 0,08                           | 0,08                           | 0,08                           | 0,08                           | 0,08                           | 0,08                           | 0,08                           | 0,08                           | 0,08                           | 0,08            | ▲ 2,98%            |
| Sao Tome și Principe                                                    | 0,06                           | 0,06                           | 0,06                           | 0,06                           | 0,06                           | 0,06                           | 0,06                           | 0,06                           | 0,06                           | 0,06                           | 0,06                           | 0,06            | ▼ −1,33%           |
| Dominica                                                                | 0,03                           | 0,03                           | 0,03                           | 0,03                           | 0,03                           | 0,03                           | 0,03                           | 0,03                           | 0,04                           | 0,04                           | 0,04                           | 0,03            | ▼ −4,92%           |
| Seychelles                                                              | 0,00                           | 0,00                           | 0,01                           | 0,00                           | 0,00                           | 0,01                           | 0,00                           | 0,00                           | 0,01                           | 0,01                           | 0,01                           | 0,00            | ▼ −100,00%         |
| Comoros                                                                 | N/A                            | N/A                            | N/A                            | N/A                            | N/A                            | N/A                            | N/A                            | N/A                            | N/A                            | N/A                            | N/A                            |                 |                    |
| Sursa: Organizația pentru Alimentație și Agricultură a Națiunilor Unite |                                |                                |                                |                                |                                |                                |                                |                                |                                |                                |                                |                 |                    |

## Lista țărilor producătoare de scorțișoară în funcție de productivitate
| Țară                                                                    | Productivitate (t/ha) | Productivitate (t/ha) | Productivitate (t/ha) | Productivitate (t/ha) | Productivitate (t/ha) | Productivitate (t/ha) | Productivitate (t/ha) | Productivitate (t/ha) | Productivitate (t/ha) | Productivitate (t/ha) | Productivitate (t/ha) | Medie 2014-2023 | Creștere 2014-2023 |
| Țară                                                                    | 2023                  | 2022                  | 2021                  | 2020                  | 2019                  | 2018                  | 2017                  | 2016                  | 2015                  | 2014                  | 2013                  | Medie 2014-2023 | Creștere 2014-2023 |
|                                                                         |                       |                       |                       |                       |                       |                       |                       |                       |                       |                       |                       |                 |                    |
| ----------------------------------------------------------------------- | --------------------- | --------------------- | --------------------- | --------------------- | --------------------- | --------------------- | --------------------- | --------------------- | --------------------- | --------------------- | --------------------- | --------------- | ------------------ |
| China                                                                   | 1,94                  | 1,92                  | 1,89                  | 1,87                  | 1,82                  | 1,78                  | 1,74                  | 1,72                  | 1,79                  | 1,73                  | 1,70                  | 1,82            | ▲ 12,49%           |
| Madagascar                                                              | 1,76                  | 1,76                  | 1,76                  | 1,76                  | 1,76                  | 1,76                  | 1,76                  | 1,77                  | 1,77                  | 1,77                  | 1,78                  | 1,76            | ▼ −0,72%           |
| Timorul de Est                                                          | 0,73                  | 0,72                  | 0,72                  | 0,72                  | 0,72                  | 0,72                  | 0,73                  | 0,72                  | 0,70                  | 0,70                  | 0,69                  | 0,72            | ▲ 3,37%            |
| Dominica                                                                | 0,70                  | 0,70                  | 0,70                  | 0,70                  | 0,70                  | 0,70                  | 0,70                  | 0,70                  | 0,70                  | 0,70                  | 0,70                  | 0,70            | ▲ 0,16%            |
| GLOBAL                                                                  | 0,67                  | 0,66                  | 0,65                  | 0,71                  | 0,78                  | 0,79                  | 0,79                  | 0,82                  | 0,82                  | 0,80                  | 0,81                  | 0,75            | ▼ −15,74%          |
| Sri Lanka                                                               | 0,64                  | 0,63                  | 0,64                  | 0,65                  | 0,73                  | 0,73                  | 0,84                  | 0,81                  | 0,67                  | 0,57                  | 0,53                  | 0,69            | ▲ 12,31%           |
| Grenada                                                                 | 0,64                  | 0,64                  | 0,63                  | 0,63                  | 0,63                  | 0,63                  | 0,65                  | 0,64                  | 0,64                  | 0,64                  | 0,58                  | 0,64            | ▼ −0,47%           |
| Indonezia                                                               | 0,63                  | 0,62                  | 0,59                  | 0,55                  | 0,82                  | 0,85                  | 0,77                  | 0,82                  | 0,87                  | 0,83                  | 0,87                  | 0,74            | ▼ −24,71%          |
| Vietnam                                                                 | 0,36                  | 0,35                  | 0,36                  | 0,36                  | 0,36                  | 0,36                  | 0,36                  | 0,36                  | 0,36                  | 0,36                  | 0,36                  | 0,36            | ▼ −0,28%           |
| Sao Tome și Principe                                                    | 0,24                  | 0,25                  | 0,25                  | 0,25                  | 0,25                  | 0,25                  | 0,25                  | 0,25                  | 0,25                  | 0,25                  | 0,24                  | 0,25            | ▼ −2,55%           |
| Seychelles                                                              | N/A                   | 0,07                  | 0,07                  | 0,07                  | 0,07                  | 0,08                  | 0,08                  | 0,08                  | 0,09                  | 0,08                  | 0,08                  | 0,08            | ▼ −13,31%          |
| Sursa: Organizația pentru Alimentație și Agricultură a Națiunilor Unite |                       |                       |                       |                       |                       |                       |                       |                       |                       |                       |                       |                 |                    |

## Lista țărilor în funcție de suprafața cultivată cu scorțișori
| Țară                                                                    | Suprafață recoltată (mii de hectare) | Suprafață recoltată (mii de hectare) | Suprafață recoltată (mii de hectare) | Suprafață recoltată (mii de hectare) | Suprafață recoltată (mii de hectare) | Suprafață recoltată (mii de hectare) | Suprafață recoltată (mii de hectare) | Suprafață recoltată (mii de hectare) | Suprafață recoltată (mii de hectare) | Suprafață recoltată (mii de hectare) | Suprafață recoltată (mii de hectare) | Medie 2014-2023 | Creștere 2014-2023 |
| Țară                                                                    | 2023                                 | 2022                                 | 2021                                 | 2020                                 | 2019                                 | 2018                                 | 2017                                 | 2016                                 | 2015                                 | 2014                                 | 2013                                 | Medie 2014-2023 | Creștere 2014-2023 |
|                                                                         |                                      |                                      |                                      |                                      |                                      |                                      |                                      |                                      |                                      |                                      |                                      |                 |                    |
| ----------------------------------------------------------------------- | ------------------------------------ | ------------------------------------ | ------------------------------------ | ------------------------------------ | ------------------------------------ | ------------------------------------ | ------------------------------------ | ------------------------------------ | ------------------------------------ | ------------------------------------ | ------------------------------------ | --------------- | ------------------ |
| GLOBAL                                                                  | 355,67                               | 359,37                               | 373,20                               | 297,68                               | 285,16                               | 279,86                               | 268,14                               | 257,94                               | 261,41                               | 267,70                               | 257,41                               | 300,61          | ▲ 32,86%           |
| Vietnam                                                                 | 182,91                               | 183,54                               | 196,13                               | 122,20                               | 116,60                               | 109,37                               | 98,81                                | 85,41                                | 92,38                                | 85,13                                | 78,73                                | 127,25          | ▲ 114,85%          |
| Indonezia                                                               | 87,93                                | 88,35                                | 88,19                                | 88,45                                | 88,32                                | 90,92                                | 94,60                                | 98,50                                | 94,19                                | 109,65                               | 105,50                               | 92,91           | ▼ −19,80%          |
| China                                                                   | 47,27                                | 47,04                                | 49,33                                | 49,13                                | 43,85                                | 44,06                                | 42,76                                | 41,71                                | 41,67                                | 41,11                                | 41,00                                | 44,79           | ▲ 14,99%           |
| Sri Lanka                                                               | 35,13                                | 38,01                                | 37,03                                | 35,46                                | 33,92                                | 33,09                                | 29,42                                | 30,13                                | 30,66                                | 29,52                                | 30,09                                | 33,24           | ▲ 19,03%           |
| Madagascar                                                              | 1,85                                 | 1,85                                 | 1,83                                 | 1,86                                 | 1,85                                 | 1,80                                 | 1,94                                 | 1,59                                 | 1,87                                 | 1,64                                 | 1,35                                 | 1,80            | ▲ 12,78%           |
| Sao Tome și Principe                                                    | 0,24                                 | 0,24                                 | 0,24                                 | 0,23                                 | 0,23                                 | 0,23                                 | 0,23                                 | 0,23                                 | 0,23                                 | 0,23                                 | 0,24                                 | 0,23            | ▲ 1,29%            |
| Timorul de Est                                                          | 0,17                                 | 0,17                                 | 0,17                                 | 0,17                                 | 0,16                                 | 0,16                                 | 0,16                                 | 0,16                                 | 0,16                                 | 0,16                                 | 0,16                                 | 0,16            | ▲ 10,32%           |
| Grenada                                                                 | 0,13                                 | 0,13                                 | 0,13                                 | 0,13                                 | 0,13                                 | 0,13                                 | 0,13                                 | 0,13                                 | 0,13                                 | 0,13                                 | 0,13                                 | 0,13            | ▲ 3,20%            |
| Dominica                                                                | 0,05                                 | 0,05                                 | 0,05                                 | 0,05                                 | 0,05                                 | 0,05                                 | 0,05                                 | 0,05                                 | 0,05                                 | 0,05                                 | 0,05                                 | 0,05            | ▼ −5,88%           |
| Seychelles                                                              | 0,00                                 | 0,00                                 | 0,12                                 | 0,01                                 | 0,06                                 | 0,07                                 | 0,05                                 | 0,04                                 | 0,08                                 | 0,10                                 | 0,17                                 | 0,05            | ▼ −100,00%         |
| Comoros                                                                 | N/A                                  | N/A                                  | N/A                                  | N/A                                  | N/A                                  | N/A                                  | N/A                                  | N/A                                  | N/A                                  | N/A                                  | N/A                                  |                 |                    |
| Sursa: Organizația pentru Alimentație și Agricultură a Națiunilor Unite |                                      |                                      |                                      |                                      |                                      |                                      |                                      |                                      |                                      |                                      |                                      |                 |                    |